# آرتور کیت

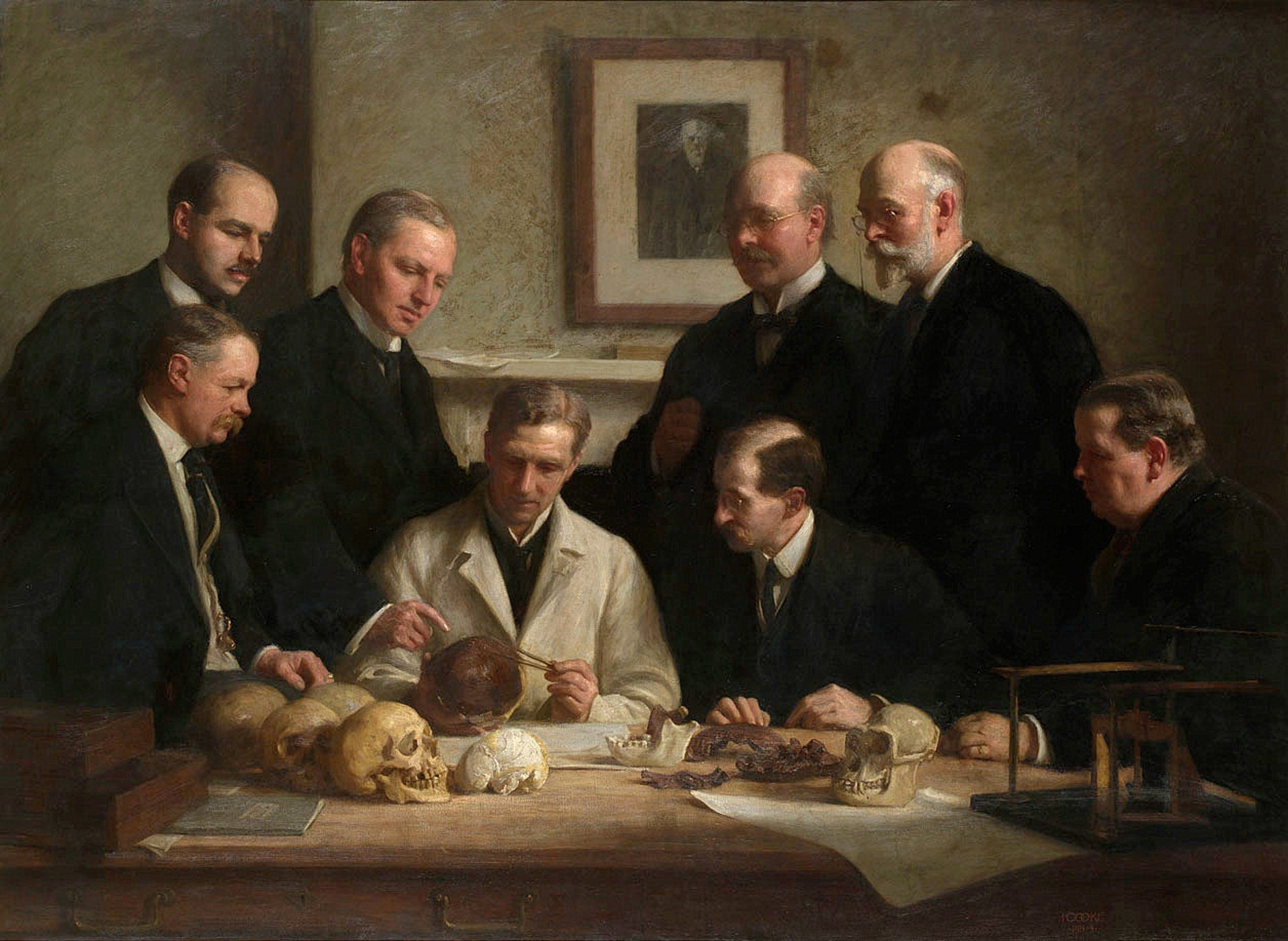
نشسته از سوی چپ دومین تن آرتور کیت

سر آرتور کیت (به انگلیسی: Sir Arthur Keith) (زادهٔ ۵ فوریهٔ ۱۸۶۶ - درگذشته ۷ ژانویهٔ ۱۹۵۵) کالبدشناس و مردم‌شناس اسکاتلندی بود.
کیت عضو کالج سلطنتی جراحان انگلستان و استاد عضو هیئت امنای موزه هانتری بود. او در زمینهٔ سنگواره انسان مطاله کرده‌بود و رئیس انستیتوی مردم‌شناسی پادشاهی بود. او به تکامل انسان دلبسته‌بود و در این زمینه تالیفاتی هم داشت، دیدگاه او برپایهٔ گزینش گروهی استوار بود.